# Nusa bhargavai
Nusa bhargavai är en tvåvingeart som beskrevs av Joseph och Parui 1993. Nusa bhargavai ingår i släktet Nusa och familjen rovflugor. Inga underarter finns listade i Catalogue of Life.